# نماء جهاز الغدد الصماء

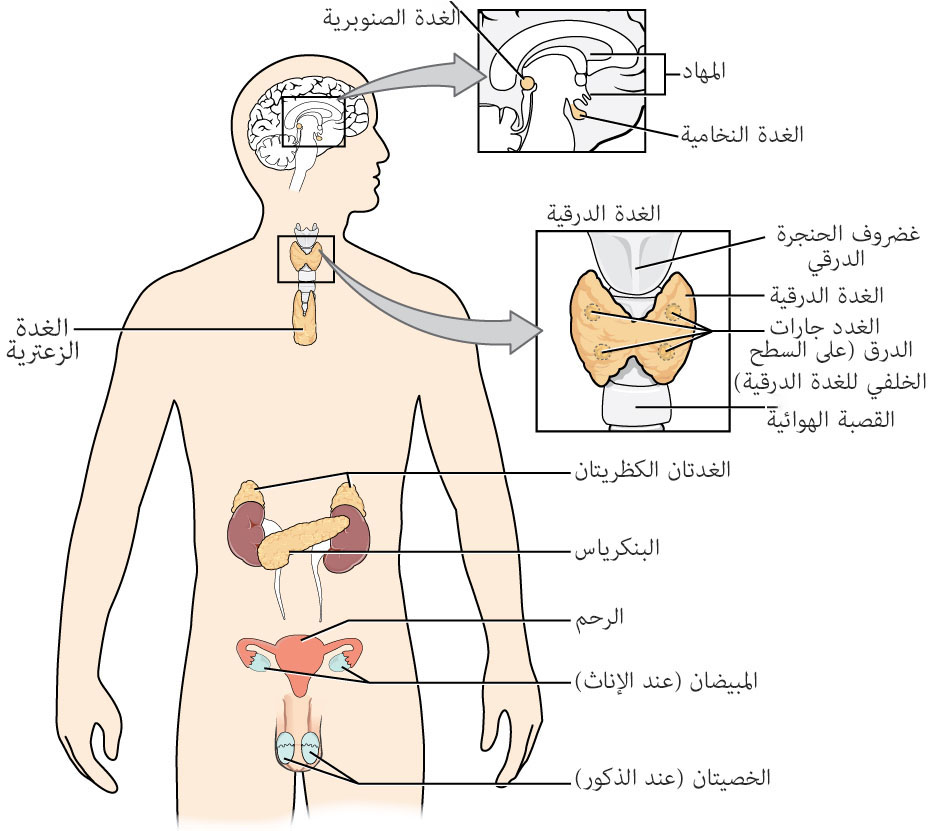
جهاز الغدد الصماء

يعد جهاز الغدد الصماء للجنين أحد الأجهزة الأولى التي يتم تطويرها أثناء تطور ما قبل الولادة.

## الغدد الكظرية
يمكن التعرف على قشرة الغدة الكظرية للجنين في غضون أربعة أسابيع من الحمل. قشرة الغدة الكظرية تنشأ من تكثيف سماكة الأديم المتوسط. في خمسة إلى ستة أسابيع من الحمل، تتمايز الكلوة الجنينية المتوسطة في نسيج يعرف باسم الحرف التناسلي. الحرف التناسلي يُنتج الخلايا الستيرويدية لكل من الغدد التناسلية والقشرة الكظرية. اللب الكظري مشتق من خلايا الأديم الظاهر. تتحرك الخلايا التي ستصبح نسيجًا كظريًا خلف الصفاق إلى الجزء العلوي من الكلوة الجنينية المتوسطة. في سبعة أسابيع من الحمل، يتم ربط الخلايا الكظرية بخلايا وُدية تنشأ من العرف العصبي لتكوين اللب الكظري (النخاع الكظري). في نهاية الأسبوع الثامن، تم تغليف الغدد الكظرية وتشكل عضو مميز فوق الكلى النامية. عند الولادة، تزن الغدد الكظرية ما يقرب من ثمانية إلى تسعة جرامات (ضعف وزن الغدد الكظرية البالغة) وتشكل 0.5٪ من إجمالي وزن الجسم. في الأسبوع الخامس والعشرين، تتطور منطقة قشرة الغدة الكظرية البالغة وتكون مسؤولة عن التخليق الأولي للستيرويدات خلال أسابيع ما بعد الولادة المبكرة.

## الغدة الدرقية
تتطور الغدة الدرقية من مجموعتين مختلفتين من الخلايا الجنينية. جزء واحد منتكثيف سماكة قاع البلعوم، والذي يعمل بمثابة طليعة الدرقين/الثيروكسين (T4) المنتجة للخلايا الجريبية. الجزء الآخر من الامتدادات الذنبية للجيبة البلعومية الخيشومية الرابعة التي ينتج عنها خلايا المجاورة للجريب تفرز الكالسيتونين. يتضح هذان الهيكلان خلال 16 إلى 17 يومًا من الحمل. في حوالي اليوم الرابع والعشرين من الحمل، تتطور الثقبة العوراء، وهو رتج رقيق يشبه القارورة من المنشم الوسيط. في حوالي 24 إلى 32 يومًا من الحمل، يتطور المنشم الوسيط إلى هيكل ثنائي الفصوص. بحلول 50 يومًا من الحمل، يندمج المنشم الوسيط والجانبي معًا. في الأسبوع 12 من الحمل، تكون الغدة الدرقية للجنين قادرة على تخزين اليود لإنتاج هرمون الغدة الدرقية، هرمون مطلق لموجهة الدرقية (TRH)، وهرمون منبه الدرقية (TSH) وهرمون الغدة الدرقية الحر. في الأسبوع 20، يكون الجنين قادرًا على تنفيذ آليات التغذية الراجعة لإنتاج هرمونات الغدة الدرقية. أثناء نمو الجنين، الدرقين/الثيروكسين (T4) هو هرمون الغدة الدرقية الرئيسي الذي يتم إنتاجه بينما لا يتم اكتشاف ثلاثي يودوثيرونين (T3) ومشتقاته غير النشطة، عكس T3، حتى الثلث الثالث من الحمل.

## الغدد الدريقية (الغدد جارات الدرقية)

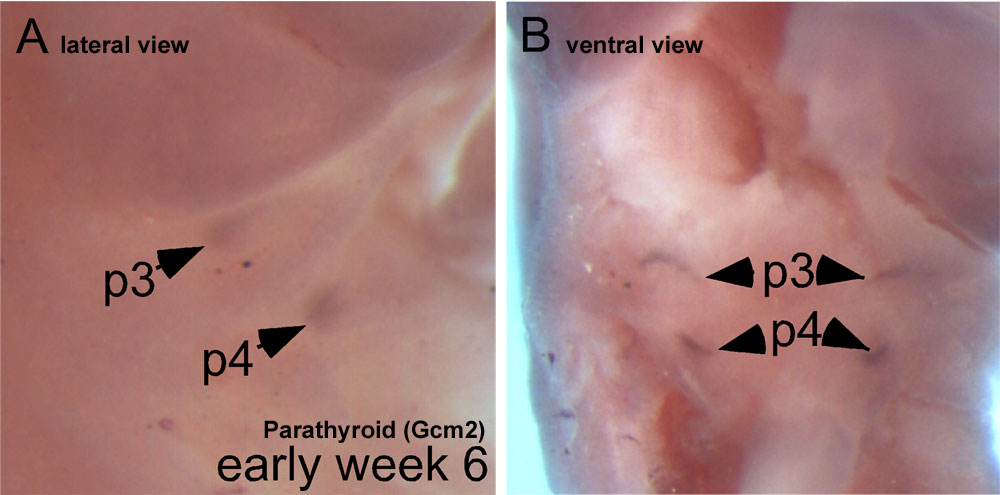
منظر جانبي وبطني للجنين يُظهر الغدد جارات الدرقية الثالثة (السفلية) والرابعة (العلوية) خلال الأسبوع السادس من التطور الجنيني

بمجرد أن يصل الجنين إلى أربعة أسابيع من الحمل، تبدأ الغدد جارات الدرقية في النمو. يشكل الجنين البشري خمس مجموعات من الجيبات البلعومية المبطنة بالأديم الباطن. الجيب الثالث والرابع مسؤولان عن التطور إلى الغدد جارات الدرقية السفلية والعلوية، على التوالي. يصادف الجيب البلعومي الثالث الغدة الدرقية النامية ويهاجرون إلى القطبين السفليين من فصوص الغدة الدرقية. يصادف الجيب البلعومي الرابع لاحقًا الغدة الدرقية النامية ويهاجر إلى القطبين العلويين لفصوص الغدة الدرقية. في الأسبوع الرابع عشر من الحمل، تبدأ الغدد الجار درقية بالتضخم من قطر 0.1 مم إلى حوالي 1-2 مم عند الولادة. تعمل الغدد جارات الدرقية النامية وظيفيًا من الناحية الفسيولوجية بدءًا من الثلث الثاني من الحمل.
أظهرت الدراسات التي أجريت على الفئران أن التدخل في جين HOX15 يمكن أن يتسبب في عدم تنسج الغدة جارات الدرقية، مما يشير إلى أن الجين يلعب دورًا مهمًا في تطور الغدة الجار درقية. كما ثبت أن الجينات TBX1 وCRKL وGATA3 وGCM2 وSOX3 تلعب دورًا مهمًا في تكوين الغدة الجار درقية. ترتبط الطفرات في جينات TBX1 وCRKL بمتلازمة دي جورج، بينما أدت الطفرات في GATA3 أيضًا إلى متلازمة شبيهة بمتلازمة دي جورج. أدت التشوهات في جين GCM2 إلى قصور الدريقات. أظهرت الدراسات التي أجريت على طفرات جينات SOX3 أنها تلعب دورًا في تطور الغدة الجار درقية. تؤدي هذه الطفرات أيضًا إلى درجات متفاوتة من قصور الغدة النخامية.

## البنكرياس
يبدأ بنكرياس الجنين البشري في النمو بحلول الأسبوع الرابع من الحمل. بعد خمسة أسابيع، بدأت خلايا ألفا وبيتا في الظهور. بعد مرور ثمانية إلى عشرة أسابيع من التطور، يبدأ البنكرياس في إنتاج الأنسولين والجلوكاغون والسوماتوستاتين وعديد الببتيد البنكرياسي. خلال المراحل المبكرة من نمو الجنين، يفوق عدد خلايا ألفا في البنكرياس عدد خلايا بيتا. تصل خلايا ألفا إلى ذروتها في المرحلة المتوسطة من الحمل. من المرحلة المتوسطة حتى النهاية، تستمر خلايا بيتا في الزيادة في العدد حتى تصل إلى نسبة تقريبية 1:1 مع خلايا ألفا. تركيز الأنسولين داخل بنكرياس الجنين هو 3.6 بيكومول/غرام في سبعة إلى عشرة أسابيع، والذي يرتفع إلى 30 بيكومول/غرام في 16-25 أسبوعًا من الحمل. على المدى القريب، يرتفع تركيز الأنسولين إلى 93 بيكومول/غرام. انتشرت خلايا الغدد الصماء في جميع أنحاء الجسم في غضون 10 أسابيع. في 31 أسبوعًا من التطور، تتمايز جزر لانجرهانز.
في حين أن بنكرياس الجنين يحتوي على خلايا بيتا وظيفية خلال 14 إلى 24 أسبوعًا من الحمل، فإن كمية الأنسولين التي يتم إطلاقها في مجرى الدم منخفضة نسبيًا. في دراسة أجريت على النساء الحوامل اللواتي يحملن أجنة في منتصف فترة الحمل وقريبًا من مراحل النمو، لم يكن لدى الأجنة زيادة في مستويات الأنسولين في البلازما استجابة لحقن مستويات عالية من الجلوكوز. على عكس الأنسولين، فإن مستويات الجلوكاغون في بلازما الجنين مرتفعة نسبيًا وتستمر في الزيادة أثناء النمو. في منتصف مرحلة الحمل، يكون تركيز الجلوكاجون 6 ميكروغرام/غرام، مقارنة بـ 2 ميكروغرام/غرام عند البالغين. تمامًا مثل الأنسولين، لا تتغير مستويات بلازما الجلوكاغون لدى الجنين استجابةً لضخ الجلوكوز. ومع ذلك، أظهرت دراسة عن تسريب الألانين في النساء الحوامل زيادة في دم الحبل السري وتركيزات الجلوكاجون لدى الأمهات، مما يدل على استجابة الجنين للتعرض للأحماض الأمينية.
على هذا النحو، في حين أن خلايا جزيرة ألفا وبيتا الجنينية قد تطورت تمامًا وقادرة على تخليق الهرمونات أثناء نضوج الجنين المتبقي، فإن الخلايا جزيرية غير ناضجة نسبيًا في قدرتها على إنتاج الجلوكاغون والأنسولين. يُعتقد أن هذا ناتج عن المستويات المستقرة نسبيًا لتركيزات الجلوكوز في مصل الجنين التي تحققت عن طريق نقل الأم للجلوكوز عبر المشيمة. من ناحية أخرى، يمكن أن تُعزى مستويات الجلوكوز في مصل الجنين المستقرة إلى عدم وجود إشارات البنكرياس التي يبدأها الإنكريتين أثناء الرضاعة. بالإضافة إلى ذلك، فإن خلايا جزر البنكرياس الجنينية غير قادرة على إنتاج أحادي فوسفات الأدينوسين الحلقي (cAMP) بشكل كافٍ، وتتحلل بسرعة من أحادي فوسفات الأدينوسين الحلقي (cAMP) عن طريق فوسفوديستراز الضروري لإفراز الجلوكاغون والأنسولين.
أثناء نمو الجنين، يتم التحكم في تخزين الغلايكوجين عن طريق هرمون قشري سكري جنيني (الجلوكوكورتيكويدات الجنينية) ومحفز الإلبان البشري المشيمي (اللاكتوجين المشيمي). الأنسولين الجنيني مسؤول عن زيادة امتصاص الجلوكوز وتكوين الدهون خلال المراحل التي تسبق الولادة. تحتوي خلايا الجنين على كمية أكبر من مستقبلات الأنسولين مقارنة بخلايا البالغين ولا يتم تنظيم مستقبلات الأنسولين الجنينية في حالات فرط أنسولين الدم. وبالمقارنة، فإن مستقبلات الجلوكاغون اللمسية الجنينية تنخفض مقارنة بالخلايا البالغة ويضعف تأثير نسبة السكر في الدم للجلوكاغون. يساعد هذا التغيير الفسيولوجي المؤقت على زيادة معدل نمو الجنين خلال الأشهر الثلاثة الأخيرة من الحمل. يرتبط داء السكري الأمومي الذي يتم إدارته بشكل سيء بعملقة الجنين، وزيادة خطر الإجهاض، وعيوب في نمو الجنين. يرتبط ارتفاع السكر في الدم لدى الأم أيضًا بزيادة مستويات الأنسولين وتضخم خلايا بيتا في الرضيع بعد الولادة. يتعرض أطفال الأمهات المصابات بالسكري لخطر متزايد للإصابة بحالات مثل: كثرة الحمر، خثار الوريد الكلوي، نقص كالسيوم الدم، متلازمة الضائقة التنفسية لدى الرضع، اليرقان، اعتلال عضلة القلب، أمراض القلب الخلقية، وتطور الأعضاء بشكل غير صحيح.

## المناسل
يبدأ الجهاز التناسلي في التطور في أربعة إلى خمسة أسابيع من الحمل مع هجرة الخلايا الجنسية. الغدد التناسلية ثنائية القدرة تنتج من جمع المنطقة الوسطى من الحرف البولي التناسلي. عند الخمس أسابيع، تنفصل الغدد التناسلية النامية عن الغدة الكظرية. يبدأ تمايز الغدد التناسلية بعد 42 يومًا من الحمل.

### تطور الغدد التناسلية الذكرية
بالنسبة للذكور، تتشكل الخصيتان عند ستة أسابيع من الولادة وتبدأ خلايا سيرتولي في النمو بحلول الأسبوع الثامن من الحمل. عامل تحديد الخصية (SRY)، الموقع الكروموسومي المحدد للجنس، يعمل على التمييز بين خلايا سيرتولي. خلايا سيرتولي هي نقطة منشأ الهرمون المضاد لمولر. بمجرد تصنيعه، يبدأ الهرمون المضاد لمولر في الانحدار المماثل لمسلك المولير ويثبط تطور السمات الداخلية للإناث. في 10 أسابيع من الحمل، تبدأ الخلايا البينية (خلايا لايديغ) في إنتاج هرمونات الأندروجين. هرمون الأندروجين ديهدروتستوستيرون مسؤول عن تطور الأعضاء التناسلية الخارجية الذكرية.
تنزل الخصيتان أثناء نمو ما قبل الولادة في عملية من مرحلتين تبدأ في ثمانية أسابيع من الحمل وتستمر حتى منتصف الفصل الثالث. خلال المرحلة عبر البطن (8 إلى 15 أسبوعًا من الحمل)، ينقبض رباط الرسن ويبدأ في التكاثف. يبدأ الرباط القحفي المعلق في الانهيار. يتم تنظيم هذه المرحلة من خلال إفراز الأنسولين الشبيه بـ 3 (INSL3)، وهو عامل شبيه بالريلاكسين ينتج عن الخصيتين، وLGR8، ومستقبل INSL3 G-coupled. خلال المرحلة عبر الأربي (25 إلى 35 أسبوعًا من الحمل)، تنزل الخصيتان إلى كيس الصفن. يتم تنظيم هذه المرحلة عن طريق الأندروجينات، والعصب الفخذي الوراثي، والببتيد المرتبط بجين الكالسيتونين. خلال الثلث الثاني والثالث من الحمل، ينتهي تطور الخصية بتناقص لبخلايا البينية الجنينية وإطالة ولف الحبال المنوية.

### تطور الغدد التناسلية الأنثوية
بالنسبة للإناث، يصبح المبيضان مرئيًان شكليًا بحلول الأسبوع الثامن من الحمل. يؤدي غياب هرمون التستوستيرون إلى تضاؤل هياكل ولفيان. تبقى هياكل مولر وتتطور إلى قناة فالوب والرحم والمنطقة العلوية من المهبل. يتطور الجيب البولي التناسلي إلى قناة مجرى البول (الإحليل) والمنطقة السفلية من المهبل، وتتطور حديبة الأعضاء التناسلية إلى البظر، وتتطور الطيات البولية التناسلية إلى الشفران الصغيران، وتتطور التورمات البولي التناسلي إلى الشفران الكبيران. في الأسبوع السادس عشر من الحمل، ينتج المبيضان مستقبلات هرمون التحوصل (FSH)، والهرمون منشط للجسم الأصفر (LH)، وهرمون موجهة الغدد التناسلية المشيمائية (hCG). في 20 أسبوعًا من الحمل، توجد سلائف الخلايا القرابية ويحدث إنقسام الخلايا البيضية الأولية. في الأسبوع الخامس والعشرين من الحمل، يتم تحديد المبيض شكليًا ويمكن أن يبدأ تكوين الجريبات.
تظهر دراسات التعبير الجيني أن تكملة محددة من الجينات، مثل فوليستاتين ومثبطات الكيناز متعددة السيكلين تشارك في نمو المبيض. لقد ثبت أن مجموعة متنوعة من الجينات والبروتينات - مثل WNT4، وRSPO1، وFOXL2، ومستقبلات هرمون الاستروجين المختلفة - تمنع نمو الخصيتين أو سلالة الخلايا الذكرية.

## الغدة النخامية
تتشكل الغدة النخامية داخل الصفيحة العصبية المنقارية. يتشكل جيب راتكة، وهو تجويف من خلايا الأديم الظاهر في البلعوم، بين الأسبوع الرابع والخامس من الحمل وعند التطور الكامل، فإنه يؤدي إلى ظهور الغدة النخامية الأمامية. بحلول سبعة أسابيع من الحمل، يبدأ جهاز الأوعية الدموية في الغدة النخامية في التطور. خلال الأسابيع الـ 12 الأولى من الحمل، تخضع الغدة النخامية الأمامية للتمايز الخلوي. في الأسبوع 20 من الحمل، تم تطوير الجهاز النخامي البوابي. ينمو جيب راتكة باتجاه البطين الثالث ويندمج مع الرتج. هذا يلغي التجويف ويصبح الهيكل مشقوقًا كيسة فلح راتكه. يتكون الفص الخلفي من الغدة النخامية من الرتج. قد تبقى أجزاء من أنسجة الغدة النخامية في خط الوسط البلعومي. في حالات نادرة، ينتج عن هذا أورام تعمل في إفراز الهرمونات خارج الرحم في البلعوم الأنفي.
يتضمن التطور الوظيفي للغدة النخامية الأمامية التنظيم الزماني المكاني لعوامل النسخ المعبر عنها في الخلايا الجذعية النخامية والتدرجات الديناميكية للعوامل المحلية القابلة للذوبان. يعتمد تنسيق التدرج الظهري لتشكل الغدة النخامية على إشارات الأديم الظهري العصبية من بروتين مخلق العظام 4 (BMP4). هذا البروتين مسؤول عن تطور الانغماس الأولي لجيب راتكة. البروتينات الأساسية الأخرى الضرورية لتكاثر خلايا الغدة النخامية هي عامل نمو الخلايا الليفية 8 (FGF8)، وWnt4، Wnt5. يتأثر النمط التنموي البطني والتعبير عن عوامل النسخ بتدرجات BMP2 وبروتين القنفذ الصوتي (SHH). هذه العوامل ضرورية لتنسيق الأنماط المبكرة لتكاثر الخلايا.
بعد ستة أسابيع من الحمل، يمكن التعرف على الخلايا القشرية (خلايا الموجه القشري). بحلول سبعة أسابيع من الحمل، تكون الغدة النخامية الأمامية قادرة على إفراز الهرمون الموجه لقشر الكظرية. في غضون ثمانية أسابيع من الحمل، تبدأ خلايا الموجهة الجسدية في التطور بالتعبير السيتوبلازمي لهرمون النمو البشري. بمجرد أن يصل الجنين إلى 12 أسبوعًا من التطور، تبدأ الموجهة الدرقية في التعبير عن الوحدات الفرعية بيتا لهرمون منبه الدرقية، بينما تقوم الغدد التناسلية بالتعبير عن الوحدات الفرعية بيتا لهرمون منشط للجسم الأصفر (LH) وهرمون التحوصل (FSH). أنتجت الأجنة الذكور في الغالب مناسل موجهة للغدد التناسلية معبرة عن الهرمون منشط للجسم الأصفر (LH)، بينما تنتج الأجنة الأنثوية تعبيرًا متساويًا عن الهرمون منشط للجسم الأصفر وهرمون التحوصل (FSH) معبرًا عن الغدد التناسلية. في الأسبوع الرابع والعشرين من الحمل، تبدأ الخلايا المفرزة للبرولاكتين المعبرة للبرولاكتين في الظهور.